# Якоб IV фон Арним
Якоб IV „Стари“ фон Арним (на немски: Jacob IV. der Ältere von Arnim; * 1503; † 9 март 1574) е благородник от род Арним в Бранденбург.
Той е син на Бернд I фон Арним „Стари“ (* пр. 1488; † 4 декември 1534) и съпругата му Анна фон Бредов (* 1482), дъщеря на Бертрам фон Бредов и Барбара фон Валдов. Внук е на Хенинг II „Стари“ фон Арним († 1490) и Маргарета фон Хан (* ок. 1412). Дядо му е господар в Герзвалде, Кумеров, Ямиков и Бизентал, фогт и съветник. Баща му е господар в Герзвалде, Бизентал, Ямиков и Кумеров
Брат е на Хенинг V „Стари“ фон Арним († 1595) и Франц II фон Арним (1513 – 1587), господар в Бизентал, Льоме и на част от Герзвалде. Сестрите му са Отилия († 1576) и Барбара фон Арним.
Якоб IV „Стари“ фон Арним умира на 71 години на 9 март 1574 г.

## Фамилия
Якоб IV „Стари“ фон Арним се жени на 21 март 1541 г. за София фон Бюлов († 21 март 1574), дъщеря на тайния съветник на Мекленбург Стефан фон Бюлов († пр. 1555) и Маргарета фон Алефелт. Те имат децата:
- Хенинг VI фон Арним (* пр. 1574; † 1623), женен I. на 10 октомври 1599 г. за Катарина фон Айкщет (* ок. 1578; † ок. 1653), II. 1585 г. за Агнес фон Трота (* 1569; † 22 август 1597) и има с нея един син
- Елизабет фон Арним (* 1555; † 22 март 1590, Франкфурт на Одер, погребана там на 10 април 1590), омъжена I. на 29 септември 1585 г. за Евстахиус фон Шлибен († пр. 25 ноември 1615), II. 1573 г. за Франц I фон Арним († 29 юни 1577), III. за Захариас фон Грюнберг († 29 септември 1581)
- Якоб VI фон Арним (* 1564, Заксендорф; † 23 юни 1632, Заксендорф), господар в Герзвалде и Заксендорф, женен ок. 1607 г. за Анна Мария фон Винтерфелд (* 19 май 1588, Далмин; † 25 февруари 1635, Заксендорф); имат два сина и три дъщери
- Йохан фон Арним (* 1553; † 15 април 1610), примат на архиепископските църкви на Магдебург, домхер/ „целариус“ и „banni Calbensis Archidiacon“, женен I. на 12 март 1591 г. за Сабина фон Грюнберг (* 9 ноември 1574, Кюстрин; † 18 април 1601, Магдебург), II. на 24 април 1604 г. за Берта фон Алвенслебен; няма деца